# داني ويلت
داني ويلت (بالإنجليزية: Danny Willett)‏ هو لاعب غولف بريطاني، ولد في 3 أكتوبر 1987 في شفيلد في المملكة المتحدة.

## وصلات خارجية
- الموقع الرسمي
- داني ويلت على موقع رابطة لاعبي الغولف المحترفين (الإنجليزية)
- داني ويلت على موقع رابطة أوروبا للاعبي الغولف المحترفين (الإنجليزية)
- داني ويلت على موقع التصنيف العالمي الرسمي للغولف (الإنجليزية)
- داني ويلت على موقع أوليمبيديا (الإنجليزية)
- داني ويلت على موقع اللجنة الأولمبية البريطانية (الإنجليزية)